# ノイブランデンブルク県
ノイブランデンブルク県（Bezirk Neubrandenburg）は、ドイツ民主共和国（東ドイツ）を構成した14の県の一つ。県都はノイブランデンブルク。

## 地理
東ドイツ北部に位置する県。県の東境はポーランド国境。州の北がロストック県、西がシュヴェリーン県、南がポツダム県との県境である。

## 歴史
1952年に東ドイツでは州が廃止され、東ベルリンを除く地域を14の県によって統治することになった。ノイブランデンブルク県はこのうちの一つである。1990年の東西ドイツ統一にともなって解体され、メクレンブルク＝フォアポンメルン州とブランデンブルク州のいずれかに帰属することになった。一部の地域では帰属をめぐって住民投票が行われた。